# Million Dollar Mermaid
Million Dollar Mermaid is een Amerikaanse muziekfilm uit 1952 onder regie van Mervyn LeRoy. De film werd destijds in Nederland uitgebracht onder de titel Min of meer een meermin.

## Verhaal
De Australische Annette Kellerman gaat zwemmen, maar eigenlijk was ze liever bij het ballet gegaan. In Londen leert ze haar latere impresario James Sullivan kennen. Als stunt om haar carrière van de grond te krijgen, zal ze 50 kilometer zwemmen in de Theems. Na het succes van die stunt vertrekken Annette en James naar New York. Ze worden verliefd, maar later gaan ze uit elkaar. Uiteindelijk gaat Annette bij een waterballet.

## Rolverdeling
| Acteur          | Personage           |
| --------------- | ------------------- |
| Esther Williams | Annette Kellerman   |
| Victor Mature   | James Sullivan      |
| Walter Pidgeon  | Frederick Kellerman |
| David Brian     | Alfred Harper       |
| Donna Corcoran  | Annette (10 jaar)   |
| Jesse White     | Doc Cronnol         |
| Maria Tallchief | Pavlova             |
| Howard Freeman  | Aldrich             |
| Charles Watts   | Politieagent        |
| Wilton Graff    | Garvey              |
| Frank Ferguson  | Openbare aanklager  |
| James Bell      | Rechter             |
| James Flavin    | Conducteur          |
| Willis Bouchy   | Regisseur           |